# Українське (Прилуцький район)
Украї́нське (до 1964 року — Ярошівка) — село в Чернігівській області України, є частиною Талалаївської селищної громади. За адміністративним поділом до липня 2020 року село входило до Талалаївського району, а після укрупнення районів входить до Прилуцького району. Розташоване на річці Лисогорі, за 21 км від селища Талалаївки та за 9 км від залізничної станції Блотниці. Населення — 670 осіб, площа — 3,857 км².
Біля села розташована частина Українсько-Березівського гідрологічного заказника.

## Історія
Село вперше згадується під 1629 роком. Пізніше воно входило до Красноколядинської сотні Прилуцького полку Війська Запорозького, було вільним військовим селом «до ратуші Прилуцької прислушаюче». 1666 року в селі було 21 господарств селян, з них 5 господарств орали «на 4-х волах», 16 господарств — «на 2-х волах»; крім того в селі налічувалось 6 «безпашенных бобылей»; козаки не показані.
У кінці XVII століття гетьман Іван Мазепа віддав його «дворянину своєму» Роману Висоцькому, який згодом висвятився в попи і залишив Прилуччину. Гетьман передав село бунчуковому товаришу Андрію Дмитровичу Горленку. Відібрану у 1708 році Ярошівку А. Горленко знову одержав через рік і володів нею, отримавши універсали гетьманів Івана Скоропадського у 1709 році і Данила Апостола у 1727 році, до 1737 року, коли її знову в нього відібрали. У тому ж році в селі налічувалось 102 господарства селян, 17 господарств козаків (6 виборних, 11 підпомічників) та 2 козачих підсусідки. Лише 1744 року Ярошівка була остаточно затверджена за А. Д. Горленком царською грамотою. Після смерті А. Д. Горленка у 1756 році село дісталося трьом його синам: полтавському полковнику Андрію, іваницькому підкоморію Грицьку та ротмістру Павлу (інші два його сини — Яким і Михайло — постриглися в ченці).
1780 року в селі було 156 дворів (246 хат) та 4 бездворові хати селян, 15 дворів (37 хат) козаків; власниками селян були: Андрій Андрійович — 51 двір (91 хата), Григорій Андрійович — 59 дворів (89 хат) та сини померлого Павла Андрійовича — Андрій та Василь — 46 дворів (66 хат). Нова дерев'яна Покровська церква була побудована Горленками і козаками села у 1783 році замість старої (перша церква існувала до 1666 року).
Є на мапі 1787 року.
З анексією Війська Запорозького Московією у 1782 році село відійшло до Роменського повіту Чернігівського намісництва, а у 1796 році до Прилуцького повіту Малоросійської, з 1802 року Полтавської губернії. 1797 року у селі налічувалось 885 душ чоловічої статі податкового населення.
За даними на 1859 рік у селі мешкало 1842 особи (855 чоловічої статі та 987 — жіночої), налічувалось 364 дворових господарств, існували православна церква та 4 заводи.
Власниками селян до 1860-х років були нащадки Андрія Дмитровича Горленка. Згідно з реформою 1861 року в Ярошівці було утворене Волосне правління тимчасовозобов'язаних селян, якому підпорядковано 9 сільських громад (822 ревізійні душі). Козаки села підлягали Никонівському Волосному правлінню відомства Палати державного майна. Після реорганізації волостей Ярошівка увійшла спочатку до Бережівської волості (1867—1874), пізніше — до Блотницької волості (1874—1923) 1-го стану.
Станом на 1885 рік у селі мешкало 2160 осіб, налічувалось 332 дворових господарства, існували православна церква, школа, 4 постоялих двори, 2 постоялих будинки, 4 лавки, базари по неділях, 23 вітряних млини та маслобійний завод. 1886 року було 2 двори селян казенних, 321 двір селян-власників, які входили до 9 сільських громад (І. М. Скоропадського, B. Горленка, Орловського, Є. Миницького, М. Горленкової, А. Горленка, C. Трифанівського, П. Зоца, А. Козловського), 53 двори козаків, 11 дворів міщан та інші, 410 хат, 2127 жителів; діяли: дерев'яна церква, земське початкове однокласне училище, засноване у 1863 році, у віданні земства — з 1872 року, 4 заїжджі двори, 2 шинки, 4 крамниці, базар щопонеділка, 2 ярмарки (в 10-ту п'ятницю та на 3-й день по Великодню), 23 вітряки, олійниця.
За переписом 1897 року кількість мешканців зросла до 2421 особи (1186 чоловічої статі та 1235 — жіночої), з яких 2300 — православної віри.
1910 року у селі налічувалось 497 господарств, 2891 житель.
1911 року - село Ярошівка Блотницької волості Прилуцького повіту Полтавської губернії, 2546 мешканців.

### У складі СРСР
Радянську владу вперше ненадовго встановлено у січні 1918 року. Партійну і комсомольську організації створено в 1920 році. Під час утворення округів у 1923 році село відійшло до Роменськоі округи УСРР.
На фронтах німецько-радянської війни воювали 468 жителів села, з них 225 нагороджені орденами й медалями СРСР, 274 чоловіка загинули. У 1968 році споруджено надгробок на братській могилі вояків, які загинули у 1943 році в бою при відвоюванні села.
Після 1945 року до села було приєднано хутір Довжок(Довжик за даними 1912 року).
1961 року село було радіофіковане, у 1968 році — електрифіковане. Станом на початок 1970-х років в селі було 524 двори, мешкала 1481 особа. На території села була розміщена центральна садиба колгоспу імені Кутузова, за яким було закріплено 2930 га сільськогосподарських угідь, у тому числі 2594 га орної землі. Господарство вирощувало зернові й технічні культури; було розвинуте м'ясо-молочне тваринництво. Працювали механічний млин і пилорама. На той час працювали восьмирічна школа, в якій навчалося 172 учня і працювали 17 учителів, клуб, бібліотека (10 тисяч примірників), фельдшерсько-акушерський пункт, два профілакторія, відділення зв'язку, АТС, кіноустановка. У 1980 році прокладено водогін.
У 1988 році в селі мешкало 846 жителів.

### У складі України
З 1991 року село у складі України. У 1996 році в селі було 325 дворів, 749 жителя.
До 2020 року було  центром сільської ради.

## Відомі уродженці
- Горленко Василь Петрович (1853—1907) — літературознавець, мистецтвознавець, фольклорист та етнограф. В селі він і похований.
- Гуристюк Олександр Петрович (нар. 1959) — український живописець.
- Забіяка Іван Михайлович (нар. 1953) — український історик, літератор, лінгвіст, журналіст, громадський діяч, кандидат історичних наук.